# Narciso de Carreras
Narciso de Carreras Guiteras (La Bisbal del Ampurdán, 16 de agosto de 1905 - Barcelona, 11 de octubre de 1991) ocupó las dos presidencias más codiciadas de Cataluña, el Fútbol Club Barcelona entre 1968 y 1969 (suya es la frase "el Barça es más que un club", que pasaría después a adoptarse como lema) y La Caixa en 1972 (tras el fallecimiento de Miguel Mateu y Pla). En 1987, fue sustituido por Juan Antonio Samaranch al frente de la entidad de ahorro.
Abogado, fue secretario personal de Francisco Cambó, líder de la Lliga Regionalista. 
Terminada la Guerra Civil, Narcís de Carreras pasa a ser un estrecho colaborador del Régimen franquista en diversas instituciones y palestras, véase como ejemplo el artículo "La política o la ilusión del bien común" aparecido en La Vanguardia dedicado a Franco en el "Día del Caudillo" el 1 de octubre de 1960.
Formó parte de las directivas de Agustí Montal i Galobart y de Enric Martí i Carreto viviendo desde primera fila la resolución del caso di Stefano, que acabó con la polémica incorporación del jugador argentino al Real Madrid.
Tras la tormentosa gestión de Enric Llaudet como presidente, Narcís de Carreras fue elegido por aclamación el 17 de enero de 1968, como representante de la unidad entre los barcelonistas.
Pero tras ganar la Copa del Generalísimo de 1968, perdió la final de la Recopa de 1969 ante el Slovan de Bratislava (2-3). Pese a la derrota, el técnico Salvador Artigas siguió en su puesto, pero solo duró cinco jornadas.
Fue en aquel momento cuando la directiva votó a favor (11-7) el retorno de Helenio Herrera. Dos directivos viajaron a Italia y volvieron con un acuerdo que suponía doblar lo que cobraba Artigas. Pere Baret se enfrentó con los directivos opuestos al retorno de HH por cuestiones económicas. El cisma culminó con la dimisión de dos directivos de su absoluta confianza, Marcel·liMoreta y Josep Vergés, además de Pere Baret.
Superado por las circunstancias y viendo que la unidad del barcelonismo era imposible, dimitió el 18 de diciembre de 1969.